# فيومالبو
فيومالبو (بالإيطالية: Fiumalbo)‏ هي بلدية في مقاطعة مودينا في إقليم إميليا رومانيا الإيطالي.

## السكان
في سنة 1861 بلغ عدد السكان 2٬477 نسمة، وتطور العدد ليصل في سنة 2011 لـ 1٬304 نسمة.
يظهر هذا المخطط البياني تطور النمو السكاني لـ فيومالبو